# Automatische overpadbomen
In Nederland kan een perronoverpad voor reizigers beveiligd zijn met automatische overpadbomen, of vollediger een automatische overpadboominstallatie (beide afgekort tot AOB). Een perronoverpad voor reizigers bevindt zich aan het einde van het perron of de perrons.
Reizigers kunnen via een AOB van het stationsgebouw naar het perron en terug lopen, of bij overstappen van het ene naar het andere perron. Als het station aan beide zijden van de spoorweg een ingang heeft kan een overpad eventueel ook van pas komen voor voetgangers, die geen reiziger zijn, om van de ene naar de andere kant van de spoorweg te komen. Als er meerdere perrons zijn heeft een overpad meerdere onafhankelijke AOB's. Er liggen dan als het ware meerdere overpaden met AOB in elkaars verlengde, bijvoorbeeld tussen het eerste en het tweede perron en tussen het tweede en het derde.
In plaats van een AOB wordt er vaak een brug of een tunnel aangelegd.

## Beschrijving
Er is per AOB aan elke zijde van het overpad één slagboom. Door de geringe breedte van het pad is die voldoende om, net als bij een ADOB gebeurt met meerdere bomen, afsluiting over de hele breedte te bewerkstelligen. Men kan dus ingesloten raken als men niet snel genoeg het overpad vrij maakt als de bellen gaan rinkelen. Dit is vooral gevaarlijk als men iets bij zich heeft dat breder is dan de ruimte tussen de trein en de spoorboom, zoals een rolstoel of een bepakte fiets.
De bomen kunnen een hangwerk hebben om te voorkomen dat reizigers onder de bomen door kruipen. In 2012 is op ongeveer honderd stationsoverpaden hangwerk aangebracht. Een automatische overpadboominstallatie komt overeen met het voetgangersgedeelte van bijvoorbeeld een AHOB. Een langzaam-verkeer-overweg, die vaak ook een volledige afsluiting kent, is verwant aan een AOB.

## Werking
Per zijde gaat er een bel rinkelen en een rood licht knipperen voordat de slagboom dicht gaat. Als de boom dicht is houdt het rinkelen op, maar blijft het licht knipperen. Als de bomen helemaal open zijn gaan de lichten uit. Om elk risico uit te sluiten dient men dan pas het overpad te betreden.